# Corneli Marcel
Corneli Marcel (en llatí Cornelius Marcellus) va ser un senador romà durant el regnat de Neró a la meitat del segle i.
Va ser acusat juntament amb altres romans, entre els quals Calpurni Fabat, de complicitat en els crims de Lèpida la dona de Cassi l'any 64. Després d'un judici va poder eludir qualsevol càstig segurament per influència del mateix Neró. Però quan Galba va pujar al poder, el va fer matar a Hispània l'any 68 aC, probablement com a partidari de l'emperador enderrocat.